# Tân Xã
Tân Xã là một xã thuộc huyện Thạch Thất, thành phố Hà Nội, Việt Nam.
Xã có diện tích 8.55 km², dân số năm 2021 là 6.877 người, mật độ dân số đạt 804 người/km².